# Південно-Якутський вугільний басейн
Південно-Якутський вугільний басейн — розташований в РФ в межах Алданської системи западин, виконаних континентальними відкладами юри і ниж. крейди. Підрозділяється на чотири вугленосних райони: Усмунський, Алдано-Сульманський, Гонамський і Токінський.
Розташований в Нерюнгринському улусі Якутії. Геологічні запаси в більшій частині високоякісного коксівного вугілля оцінені в 57,5 млрд тонн.
За Н. Д. Русьяновою ресурси вугілля — 44 млрд т, придатних для промислового використання — 39,5 млрд т, з них для коксування — 26,6 млрд т.

## Історія
Станом на 2010 рік, з усіх відомих родовищ басейну активній розробці піддається тільки Нерюнгринське родовище вугілля (відкритий видобуток). У найближчій перспективі планується освоєння найбільшого в Росії Ельгінського родовища.

## Характеристика
Площа розвитку вугленосних відкладів становить близько 25 тис. км². У складі басейну виділяють чотири вугленосних райони (із заходу на схід): Усмунський, Алдано-Сульманський, Гоманський і Токінський. Мезозойські відклади басейну, як правило, приурочені до понижень рельєфу по відношенню до навколишнього гірського підняття, складеного кристалічними породами раннього кембрію. Юрсько-крейдові відклади басейну розділяються на ряд світ (знизу вгору): юхтинську (нижня юра), дурайську (середня юра), кабактинську, беркакитську, нерюнгріканську (верхня юра) і нижньокрейдові холодніканську (в східних районах аналог — ундитканська) і нагорнінську світи. Загальна потужність відкладів вугленосної формації близько 4000 м. Загалом вугілля басейну малосірчисте, малофосфористе, з високою спікливістю і коксівністю. Мінеральні домішки представлені карбонатами, глинистими мінералами, кварцом і уламковими зернами інших мінералів, іноді сульфідами заліза. У вугіллі, особливо в східній частині басейну, присутній вулканогенний матеріал, який тісно зростається з органічною частиною. Якісні показники вугілля, за даними геологорозвідувальних робіт, складають: W[t]{r} — 0,33-3,4 %; А{d} — 7,8-35 %; V{daf} — 11-37 %; Qs[s]{daf} — 31,5-36,8 МДж/кг; С[daf] — 78-93 %; Н{daf} — 3,9-6 %; S{d} — 0,1-0,6 %; Р{d} — 0,002-0,01 %; Y — 9-35 мм. Загальні ресурси вугілля басейну оцінюються в 44-57,3 млрд т.

## Технологія розробки
Особливо цінне жирне вугілля Ельгінського родовища, що має високий вміст вітриніту, низьку сірчистість і високу спікливість. Шари потужні, придатні для видобутку 3 млрд т вугілля. Для відкритого видобутку придатне також коксівне вугілля Нерюнгрінського родовища. Вугілля басейну використовуються в основному для цілей енергетики, невелика кількість — коксування. Басейн має дуже значну зону окиснення.